# Aleksandra Waliszewska
Aleksandra Waliszewska (ur. 30 stycznia 1976 w Warszawie) – polska malarka, rysowniczka.

## Życiorys

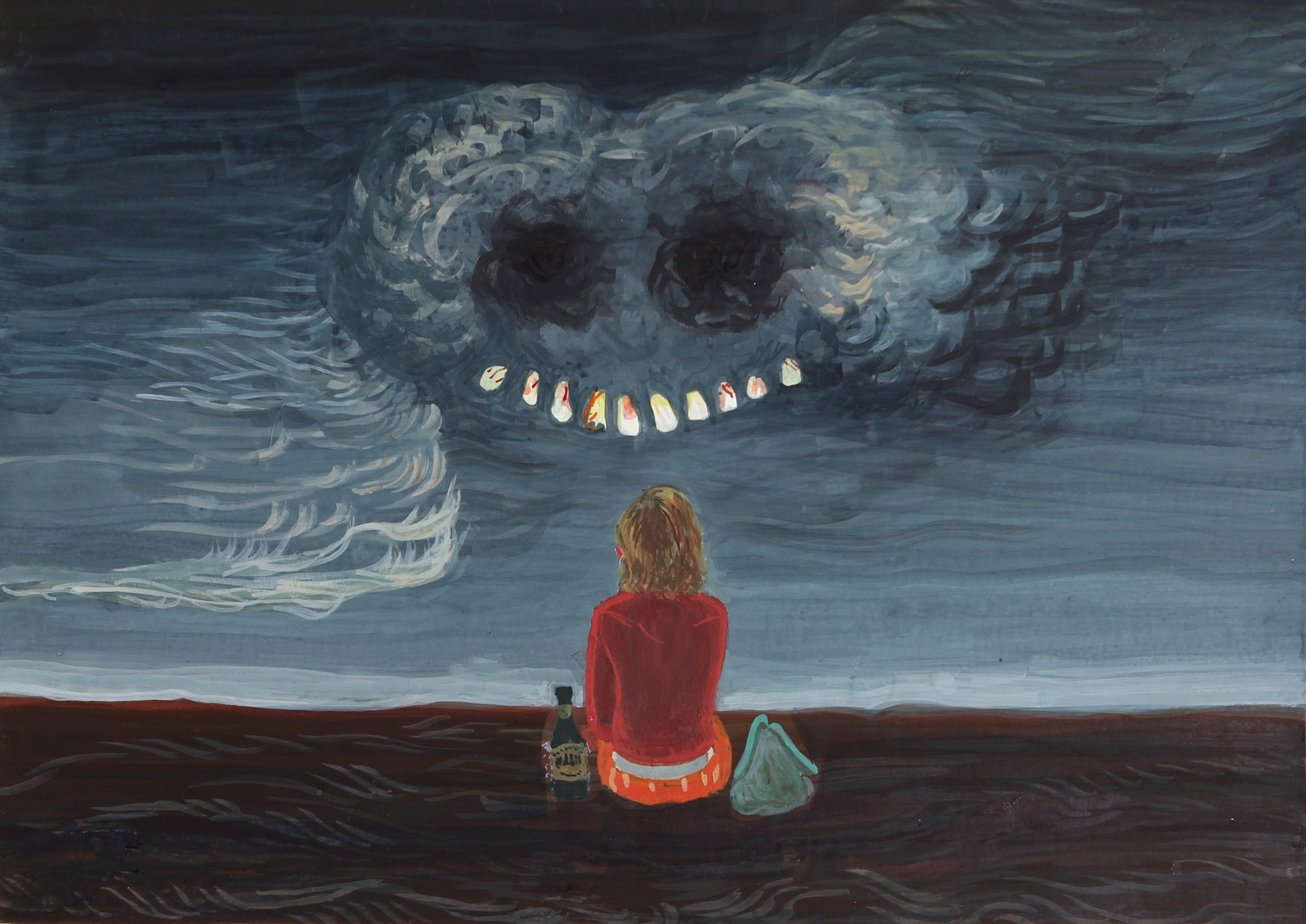
Aleksandra Waliszewska - Bez tytułu (2012-2013)

Absolwentka Akademii Sztuk Pięknych w Warszawie (ASP), gdzie w 2001 uzyskała dyplom z wyróżnieniem w pracowni prof. Wiesława Szamborskiego.
W 2003 otrzymała stypendium Ministra Kultury i Sztuki. 
Jej prace były publikowane m.in. przez: ''Timeless Editions'', ''My Dance the Skull'', ''FUKT'', ''United Dead Artists'', ''Les Editions Du 57'', ''Drippy Bone Books'', ''Editions augummi'', a obrazy były użyte, jako okładki płyt m.in.: Chicaloyoh, Scarcity of Tanks, Mike'a Doherty oraz cyklu Populista wydawanego nakładem Bolt Records.
W 2010 była finalistką polskiego etapu Henkel Art Award.
Była współautorką scenariusza, a także brała udział w charakterze aktora podczas realizacji greckiego filmu z gatunku dramat krótkometrażowy pt. „The Capsule” w 2012, w reżyserii Athiny Racheli Tsangari powstałego na zlecenie Dakisa Ioannou/Deste Foundation. Premiera filmu odbyła się na dOCUMENTA 13 w Kassel. 
W 2012 roku Waliszewska otrzymała nagrodę EXIT – przyznawaną przez magazyn artystyczny o tej samej nazwie – dla najbardziej intrygującego artysty.
W 2013 na targach sztuki ARCO w Madrycie została wyróżniona nagrodą Hiszpańskiego Stowarzyszenia Krytyków Sztuki AECA.
W 2014, sześć jej prac zostało zaprezentowanych podczas Festiwalu Narracje w Gdańsku. W tym samym roku ukazała się książka z jej pracami pt. Złote rączki drżą zawierająca 150 prac Waliszewskiej oraz towarzyszące im teksty takich autorów jak Maurizio Cattelan, Joan Cornellà, Warren Ellis, Allison Schulnik, Wiktor Skok, David Tibet i Athina Rachel Tsangari. 
Szczepan Twardoch napisał specjalnie do książki opowiadanie inspirowane pracami Waliszewskiej. Premierze książki towarzyszyła indywidualna wystawa prac w warszawskiej galerii Leto. W 2016 w wyniku współpracy Waliszewskiej i Twardocha powstała dziesięciominutowa animacja w reżyserii Wiktora Striboga pt. „Piwnica”.
Jej prace znajdują się między innymi w zbiorach Muzeum Sztuki Nowoczesnej w Warszawie, DESTE Foundation for Contemporary Art w Atenach, Muzeum Narodowym w Gdańsku, Kolekcja Fundacji Sztuki Polskiej ING w Warszawie, Doron Sebbag Art Collection w Tel Awiwie, CSW Znaki Czasu w Toruniu, Museum Jerke w Recklinghausen, Galerii Bunkier Sztuki w Krakowie oraz Warmińsko-Mazurskim Towarzystwie Zachęty Sztuk Pięknych w Olsztynie.

## Życie prywatne
Prawnuczka bajkopisarki Kazimiery Dębskiej i wnuczka rzeźbiarki Anny Dębskiej.

## Wybrane wystawy
- 1997: Galeria Aneks w Warszawie
- 1998: Galeria Aktyn
- 2001: „Sen i dziewczyna”, Galeria Karowa w Warszawie; „Światło”, Galeria Karowa w Warszawie
- 2002: Galeria Test w Warszawie
- 2005: „Narcyz” – Galeria Karowa w Warszawie
- 2006: Galeria Opus w Łodzi (wystawa indywidualna); „Malarstwo XXI wieku”, Zachęta – Narodowa Galeria Sztuki, Warszawa; „Bachantki”, Muzeum Teatralne, Teatr Wielki, Warszawa
- 2007: „Sami o sobie”, Miejska Galeria Sztuki, Łódź
- 2009: „Kwiaty na poddaszu”, Mieszkanie Gepperta ,Wrocław; „Byłem psem”, Design Gallery BWA Wrocław; Frederic Magazine arts factory, Paryż
- 2010: „Nawet o tym nie myśl”, Galeria leto, Warszawa; Biennale LE HAVRE with Frederic group, Le Havre, Francja; „Ilustracje PL 2010", Sinfonia Varsovia, Warszawa; „Heroes of Might and Magic”, Centrum Sztuki Współczesnej Zamek Ujazdowski, Warszawa (wystawa indywidualna)
- 2011: „Chapter Three: Pain”, ReMap3, Ateny (wystawa indywidualna); „Sweatboxing II”, Galeria leto, Warszawa; Frédéric Magazine, Galerie Jean Marc Thèvenet, Paryż; „666", Artissima 18, Turyn; „White Cubes / Black Holes”, Art Space Gallery, Kraków
- 2012: „Przykre dziecko”, Centrum Sztuki Współczesnej w Warszawie (wystawa indywidualna); „Garden”, Warsaw Gallery Weekend, LETO, Warszawa: „Gwasze i Rysunki”, Galeria Sztuki Współczesnej Widzimisie, Siedlce (wystawa indywidualna); „...A Petete Petete Te...”, Galeria Promocyjna, Warszawa (wystawa indywidualna); „The Capsule – Installation”, Barneys Window, Nowy Jork (razem z Athiną Rachel Tsangari)
- 2013: „Focus Poland Project 3: Take 5", Centrum Sztuki Współczesnej, Toruń; „Malarze ilustracji”, Muzeum Sztuki Nowoczesnej w Warszawie; „BĘDZIE SIĘ DZIEŁO!”, Bunkier Sztuki, Kraków; „Midnight Show”, Galeria Dizajn BWA Wrocław; „Słowa / znak / terytorium”, ARCO Madryt; „ES – Sezon 3: Nic o tamtym. Fikcyjne Narracje”, Studio Otwock; „The System of Objects”, Deste Foundation, Ateny; „Insomnes”, Gurú Tienda Gallery, Meksyk; „Hell as Pavilion”, Palais de Tokyo, Paryż, (razem z Athiną Rachel Tsangari)
- 2014: „Złote rączki drżą”, LETO, Warszawa; „Pokaz o wdzięcznym tytule, LETO, Warszawa; Festiwal Narracje 6, Gdańsk; SHIT AND DIE, Palazzo Cavour, Turyn; „Złoty wiek. Kolekcja Vinyl Canvas”, Galeria Dizajn BWA Wrocław; „Miłość własna. Czyli artyści kochają siebie”, Państwowa Galeria Sztuki w Sopocie; „Co widać. Polska sztuka dzisiaj”, Muzeum Sztuki Nowoczesnej w Warszawie; „Eat The Blue”, Le 116 Centre d'art contemporain, Montreuil, Francja
- 2015: „Two Sticks”, Tink Tank lab Triennale, Wrocław; „Zuzanna Ginczanka. Tylko szczęście jest prawdziwym życiem”, Muzeum Literatury, Warszawa; „Garden”, ArtBrussels 2015, Bruksela; „Działania na głowę. Polska sztuka dzisiaj”, Dom Umenia, Kunsthalle Bratysława; „Typologia przemocy”, ARCO Madrid 2015, Madryt: „Gdyby dwa morza miały się spotkać”, Muzeum Sztuki Nowoczesnej, Warszawa
- 2016: Animacja „Piwnica” (razem ze Szczepanem Twardochem i Str!bogiem), LETO, Warszawa; ARS INDEPENDENT FESTIVAL, Katowice; „KREW – WERK”, Fundacja Galerii Foksal, Warszawa; „Zuzanna Ginczanka. Tylko szczęście jest prawdziwym życiem”, Muzeum Historii Fotografii w Krakowie; „Mauvaises Graines 2", Topographie de l'art, Paryż; „The Time Is Out of Joint”, Asia Culture Centre, Gwangju; „La memoria finalmente. Arte in Polonia 1989-2015", Galleria Civica di Modena; „The Time Is Out of Joint”, Sharjah Art Foundation, Sharjah
- 2017: „Der Teufel ist ein Eichhörnchen”, Muzeum Jerke w Recklinghausen, w Niemczech;  "absurden, obszönen Steingötzen der Tschanvölker", Neuer Kunstverein, Wiedeń (wystawa indywidualna); „Syrena herbem twym zwodnicza”, Muzeum Sztuki Nowoczesnej w Warszawie; „10 Letnich Powidoków”, LETO, Warszawa;
- 2018: „Hawrot, Krajewska & Waliszewska” (razem z Zuzą Krajewską i Joanną Hawrot), LETO, Warszawa[11] ; „Of Death and Other Demons”, CAN Christina Androulidaki Gallery, Ateny
- 2019: „Farba znaczy krew”, Muzeum Sztuki Nowoczesnej w Warszawie; „Pałac sztuki. Młode malarstwo polski”, Muzeum Narodowe w Gdańsku; „Wesoły Niemiec”, Galeria Dobro, Olsztyn (wystawa indywidualna)
- 2020: „I Want to Feel Alive Again”, Lyles & King, Nowy Jork; „Untitled (But Loved)”, Bosse & Baum, Londyn; „Agresywny dziad”, Fortnight Institute, Nowy Jork (wystawa indywidualna); „Kocham kotkę, która umarła”, BWA Zielona Góra (wystawa indywidualna)
- 2021: „Nine Lives”, Fortnight Institute, Nowy Jork; „Stara baba”, Bosse & Baum, Londyn (wystawa indywidualna); „Nature Morte”, The Hole, Nowy Jork
- 2022: PLAVALAGUNA, LETO, Warszawa; „My Private Hell”, Company Gallery, Nowy Jork; „Opowieści okrutne. Aleksandra Waliszewska i symbolizm Wschodu i Północy”, Muzeum Sztuki Nowoczesnej w Warszawie (wystawa indywidualna)
- 2023: KOŃSKI ROMANS, LETO, Warszawa; „WOMEN, together”, wystawa stała, EMST, Ateny; MELENCOLIA, Galerie Eva Presenhuber, Zurych; „Escaped, Found a Hideout, Still on the Run”, PLATO, Ostrawa; „La Mansarde d'Emilie”, LETO, Warszawa; „Pictures Girls Make: Portraitures”, Blum&Poe, Los Angeles; „Farewell sezonie ogórkowy”, LETO, Warszawa; „Warsaw Spring”, LETO, Warszawa; „Opowieści okrutne. Aleksandra Waliszewska i symbolizm Wschodu i Północy”, Narodowe Muzeum Sztuki im. M. K. Čiurlionisa, Kowno (wystawa indywidualna); „Bruno Schulz. Żelazny kapitał ducha”, Muzeum Literatury, Warszawa
- 2014: „A Marriage of Heaven and Hell”, BLUM Tokyo, Tokio
- 2025: „Enchanted Alchemies: Magic, Mysticism, and the Occult in Art” w Lévy Gorvy Dayan, Londyn; „Last Night I Dreamt of Manderley”  Alison Jacques gallery, Londyn